# Kulikoro-amarant
A Kulikoro-amarant vagy mali amarant (Lagonosticta virata) a madarak osztályának a verébalakúak (Passeriformes) rendjébe, ezen belül a díszpintyfélék (Estrildidae) családjába tartozó faj.

## Rendszerezése
A fajt George Latimer Bates amerikai ornitológus írta le 1932-ben, a sötétvörös amarant (Lagonosticta rubricata) alfajaként Lagonosticta rubricata virata néven.

## Előfordulása
Nyugat-Afrikában, Mali és Szenegál területén honos. A természetes élőhelye szubtrópusi és trópusi száraz legelők és cserjések. Állandó, nem vonuló faj.

## Megjelenése
Testhossza 11 centiméter, testtömege 8,5-11 gramm.

## Életmódja
Fűmagvakkal táplálkozik.